# 高津克幸
高津 克幸（たかつ かつゆき、1970年 - ）は、日本の実業家。にんべん社長。東京都出身。

## 略歴・人物
- 1993年青山学院大学経営学部卒、髙島屋入社。
- 1996年にんべん入社。
- 12代当主である高津伊兵衛現社長の長男であり、創業310年を迎える節目の年に13代へと引き継いだ。